# Gonzalo Suárez Morilla
Gonzalo Suárez Morilla (Oviedo, Astúries, 30 de juliol de 1934) és un escriptor i director de cinema espanyol.

## Biografia
Gonzalo Suárez va néixer a Oviedo durant la revolució minera de 1934. L'any 1936 la guerra civil el va sorprendre a Madrid, on el seu pare, Gonzalo Suárez Gómez, catedràtic de francès, havia anat a presidir uns exàmens. Fins als deu anys no va anar al col·legi, ja que el seu pare es va encarregar dels seus estudis. L'any 1951 va iniciar els seus estudis de Filosofia i Lletres a Madrid, va escriure obres de teatre i va protagonitzar, entre d'altres, El moment de la teva vida de Saroyan, Medea d'Eurípides i La tempestat de Shakespeare. Va estar influenciat per la vida i obra dels impressionistes, per això es va dedicar amb un entusiasme obsessiu a la pintura. Posteriorment, va abandonar els estudis i va marxar a París on va realitzar treballs eventuals.
En 1958 va arribar amb la seva dona a Barcelona, on va exercir de periodista amb el pseudònim de Martin Girard. Malgrat el seu creixent èxit, va deixar el periodisme i va publicar els seus primers llibres, els quals suposaven una ruptura amb el naturalisme en voga. Alguns dels seus relats van ser adaptats al cinema; per això, l'any 1966 va iniciar la seva obra cinematogràfica. A partir d'aquest moment realitzarà ininterrompudament llibres i pel·lícules.
És el pare d'Anne-Hélène Suárez i Gonzo Suárez i germà del director de fotografia Carlos Suarez.

## Julio Cortázar
Julio Cortázar va dir d'ell: "Per a algú que apreciï els jocs sigil·losos d'una intel·ligència irònica, i la marginalitat deliberada allí on la gran majoria treballa a full time, l'obra relliscosa i gairebé innascible  de Suárez dibuixa en el panorama espanyol contemporani alguna cosa que va poder dibuixar a França en l'obra de Boris Vian. Quan se'ls espera en una pantalla de cinema o en un escenari, desapareixen bruscament per mostrar-se darrere de les tapes d'un llibre o d'un solo de trompeta; els qui els havien donat cita en una taula rodona, comprovaran consternats el buit de la seva absència a la mateixa hora en què una mestressa de casa estupefacta descobrirà que un hoste d'amable somriure ocupa una cadira a la qual ningú ho havia convidat. D'alguna manera el secret del qual només ell coneix, Gonzalo Suárez transita des de fa anys pels registres més variats de la vida intel·lectual espanyola, però aquesta actitud de fantasma inquieta i fins i tot enutja als crítics amants de l'ordre, els gèneres i les etiquetes.
"Escriptor que fa cinema, cineasta que torna a la Literatura? De tant en tant hi ha papallones que es neguen a deixar-se clavar en el cartó de les bibliografies i els catàlegs, ara i adés, també, hi ha lectors o espectadors que segueixen preferint les papallones vives a les quals dormen el seu trist somni en les caixes de cristall".

## Premis i distincions
- Premi Luis Buñuel per la Regenta (1974).
- Prix de la Jeunesse (Gonzalo Suárez: Epíleg). Festival de Cannes, 1984.
- Festival de Rio de Janeiro. Premi Especial del Jurat. Epíleg, 1984.
- Premi al Millor Guió del Festival international de Paris du film fantastique et de science-fiction per Remant al vent (1987).
- Premis Anuals de l'Acadèmia «Goya» per Remant al vent (1987).
- Concha de Plata al millor director en el Festival Internacional de cinema de Sant Sebastià per Remant al vent, 1988.
- Medalla del Cercle d'Escriptors Cinematogràfics al millor director per Don Joan en els inferns (1991).
- Premi Nacional de Cinematografia (1991).
- Premi Sant Jordi a la Millor Pel·lícula: El porter (2000).
- Premi Nacional de Cinematografia Nacho Martínez (2003).
- Premi Terenci Moix (2012)
- Fotogramas de Plata 2012.
- Medalla d'Or de Belles arts (03/04/1990).[2]
- Caballero de les Arts i les Lletres (França).
- Medalla de Plata del Principat d'Astúries
- Fill Adoptiu de la Ciutat de Llanes
- Director honorari de l'Escola de Cinema de Ponferrada (Universitat de León).
- Premi ABC Cultural & Àmbit Cultural (2014).
- Caballero Gran Creu de l'Ordre d'Alfonso X el Savi (07/10/2016).[3]

## Filmografia
Pel·lícules dirigides per Gonzalo Suárez:
| Any  | Pel·lícula                                                                         | Principals actors                                                                                |
| ---- | ---------------------------------------------------------------------------------- | ------------------------------------------------------------------------------------------------ |
| 2007 | Oviedo Express                                                                     | Barbara Goenaga, Carmelo Gómez, Najwa Nimri, Jorge Sanz, Maribel Verdú,                          |
| 2005 | El geni tranquil Arxivat 2014-02-21 a Wayback Machine.                             | Manuel Medina, Pepín el Nuestru, Aitana Sánchez-Gijón, Ayanta Barilli                            |
| 2000 | El portero                                                                         | Maribel Verdú, Carmelo Gómez, Antonio Resines, Elvira Mínguez, Roberto Álvarez                   |
| 1997 | Tindaya - Chillida: un procés de creació                                           | Eduardo Chillida,                                                                                |
| 1995 | Mi nombre es sombra                                                                | François-Eric Gendron, Amparo Larrañaga,                                                         |
| 1994 | El detective y la muerte                                                           | María de Medeiros, Javier Bardem, Carmelo Gómez, Héctor Alterio, Charo López, Mapi Galán         |
| 1992 | La reina anónima                                                                   | Carmen Maura, Marisa Parets, Juanjo Puigcorbé                                                    |
| 1991 | Don Juan en los infiernos                                                          | Fernando Guillén, Mario Pardo, Charo López, Héctor Alterio, Olegar Fedoro                        |
| 1990 | El lado oscuro                                                                     | Héctor Alterio, Hugo Gorban                                                                      |
| 1988 | Remando al viento                                                                  | Virginia Mataix, José Luis Gómez, Hugh Grant, Valentine Pelka, Lizzy McInnerny, Elizabeth Hurley |
| 1985 | Los pazos de Ulloa. Sèrie de televisió                                             | Omero Antonutti, José Luis Gómez, Victoria Abril, Charo López                                    |
| 1984 | Epílogo                                                                            | Francisco Rabal, José Sagristà, Charo López, Sonia Martínez, Chus Lampreave                      |
| 1982 | La mujer fría Arxivat 2013-09-29 a Wayback Machine. Episodi de la mujer de tu vida | El Gran Wyoming, Ana Obregón,                                                                    |
| 1980 | Una leyenda asturiana Arxivat 2013-09-29 a Wayback Machine. curtmetratge           | Oscar Ladoire, Rogelio                                                                           |
| 1979 | Contes per a una escapada: episodi "Miniman i Superlobo"                           | José Luis Borau, Chus Lampreave, Carmen Santonja                                                 |
| 1977 | Reina Zanahoria                                                                    | Fernando Fernán Gómez                                                                            |
| 1977 | Parranda                                                                           | José Sagristà, Antonio Ferrandis, Fernando Fernán Gómez, José Luis Gómez,                        |
| 1976 | Beatriz                                                                            | Jorge Rivero, José Sagristà, Carmen Sevilla                                                      |
| 1974 | La Regenta                                                                         | Emma Penella, Keith Baxter, Nigel Davenport, Adolfo Marsillach, Charo López, Agustín González    |
| 1973 | La loba y la paloma                                                                | Carmen Sevilla, Donald Pleasence, Michael Dunn, Muriel Català                                    |
| 1972 | Al diable con amor                                                                 | Ana Belén, Víctor Manuel, Luis Ciges                                                             |
| 1971 | Morbo                                                                              | Ana Belén, Víctor Manuel, Michael J. Pollard, María Vico                                         |
| 1970 | Aoom                                                                               | Lex Barker, Teresa Gimpera, Romy, Bill Dyckes                                                    |
| 1969 | El extraño caso del doctor Fausto                                                  | Gonzalo Suárez, Alberto Puig Palau, Olga Vidal, Teresa Gimpera,                                  |
| 1969 | Ditirambo Arxivat 2014-02-21 a Wayback Machine.                                    | Gonzalo Suárez, Charo López, Lou Bennett, Ángel Carmona, Francesc Català Roca, Bill Dyckes       |
| 1967 | Ditirambo vela por nosotros                                                        | Gonzalo Suárez, Marianne Bennett, Bill Dyckes, Silvia Suárez                                     |
| 1966 | El horrible ser nunca visto                                                        | Francisco Balcells, Silvia Suárez                                                                |

## Teatre
Obres de teatre dirigides per Gonzalo Suárez: Any 2000, adaptació i adreça.

## Llibres
- De cos present Arxivat 2012-02-04 a Wayback Machine., 1a edició: Luis de Caralt, Barcelona,1963.
- Els onze i un, 1a edició: Rondes, Barcelona, 1964.
- Tretze vegades tretze Arxivat 2012-02-04 a Wayback Machine., 1a edició: Edicions Ferré, Barcelona, 1964.
- El rosegador de Fortimbrás Arxivat 2012-02-04 a Wayback Machine., 1a edició: Edicions Ferré, Barcelona,1965.
- Rocabruno bat a Ditirambe Arxivat 2012-02-04 a Wayback Machine., 1a edició: Edicions Ferré, Barcelona, 1966.
- La gambada del cranc Arxivat 2012-02-04 a Wayback Machine., 1a edició: Els Papers de Son Armadans, Palma, 1969.
- Operació Doble Dues Arxivat 2012-02-04 a Wayback Machine., 1a edició: Planeta, Barcelona,1974.
- Goril·la a Hollywood Arxivat 2012-02-04 a Wayback Machine., 1a edició: Planeta, Barcelona, 1980.
- La reina vermella Arxivat 2012-02-04 a Wayback Machine., 1a edició: Càtedra, Madrid, 1981.
- L'assassí trist Arxivat 2012-02-04 a Wayback Machine., 1a edició: Alfaguara, Madrid, 1994.
- La literatura Arxivat 2012-02-04 a Wayback Machine., 1a edició: Alfaguara, Madrid, 1997.
- Ciutadà Sade Arxivat 2012-02-04 a Wayback Machine., 1a edició: Areté, Madrid, 1999.
- Jo, elles i l'altre, 1a edició: Areté, Madrid, 2000.
- El cinema: de les cavernes a la pantalla, Universitat de León, León, 2001.
- L'home que somiava massa Arxivat 2012-02-04 a Wayback Machine., 1a edició: Areté, Madrid, 2005.
- La sola de les meves sabates Arxivat 2012-02-04 a Wayback Machine., 1a edició: Seix Barral, Barcelona, 2006.
- Dos passos en el temps. De Aoom al Geni tranquil, Astúries 1969-2006. Vuit i mitjà, Madrid, 2006.
- El secret del cristall. ', 1a edició: Fernando Villaverde, Madrid, 2008.
- Les fonts del Nil Arxivat 2014-02-08 a Wayback Machine., 1a edició: Alfaguara, Madrid, 2011.
- La síndrome de Albatros Arxivat 2014-02-08 a Wayback Machine., 1a edició: Seix Barral, Barcelona, 2011.

## Guions
1965 Fata Morgana. Guió de Vicente Aranda i Gonzalo Suárez.
1975 Operació Doble Dues. Guió de Sam Peckinpah i Gonzalo Suárez, basat en la novel·la homònima de Gonzalo Suárez. Publicat en la revista Viridiana, núm. 12.
1980. El rusc. Finalment dirigida per Mario Camus.

## Traduccions
- Els onze i un. Publicat en: eslovac per Editions Sport.
- Tretze vegades tretze. Publicat en: eslovac per Tatran i polonès per Iskry [2 contes].
- El rosegador de Fortimbrás. Publicat en: polonès per Czytelnik.
- Rocabruno bat a Ditirambe. Publicat en: polonès per Czytelnik.
- Operació Doble Dues. Publicat en: francès per Gallimard.

## Adaptacions de l'obra de Gonzalo Suárez

### Teatre
2001 "Paraules en penombra", adaptació teatral de textos de Gonzalo Suárez dirigida per Carles Alberola, Albena Teatre. Premi de les Arts Escèniques de la Generalitat Valenciana a la millor adreça i premi de la crítica de València a la millor direcció escènica.

### Òpera
2004 "La nit i la paraula" amb música de José Manuel López, llibret de Gonzalo Suárez i imatges escèniques de José Manuel Brollo. Estrenada a Madrid, 2004, Teatre de l'Abadia. Es va representar, també, en la Biennal de Venècia (2005).
En aquesta òpera, José Manuel López va crear un fresc de gran potència dramàtica a partir de textos preparats pel director cinematogràfic i escriptor asturià Gonzalo Suárez, van ser extrets dels memorials que recorden la tragèdia de la trobada entre Moctezuma i Hernán Cortés i van ser adaptats pel mateix compositor i Andrés Lima, responsable, per la seva banda, de la direcció escènica. A més a més del tibant clima musical i teatral minuciosament obtinguts, en aquesta òpera destaquen les imatges creades pel pintor Brollo, que situa al centre de l'escena una pantalla per la qual les seves estilitzades abstraccions cobren vida a través d'un tractament informàtic que suggereix amb rotunditat el laberint mental dels personatges i el viatge a través d'una jungla de colors i signes de sorprenent plasticitat. (Jorge Fernández Guerra, El País, 4-06-2005).